# Dorfkirche (Beierstedt)

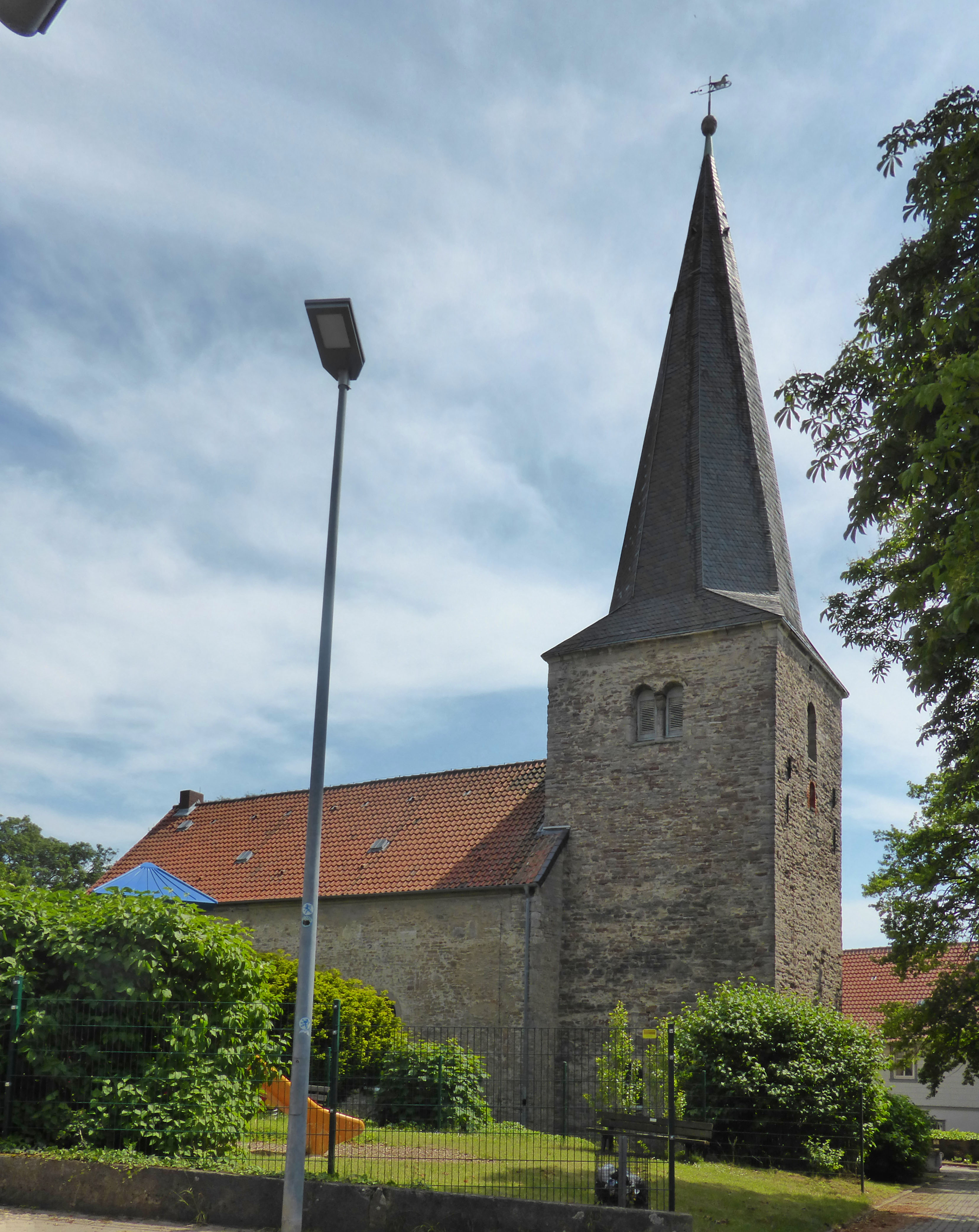
Dorfkirche (Beierstedt)

Die evangelisch-lutherische Dorfkirche steht in Beierstedt, eine Gemeinde im Landkreis Helmstedt in Niedersachsen. Das Baudenkmal hat nach dem Niedersächsischen Denkmalschutzgesetz die ID 32637310. Die Kirche gehört zur Evangelisch-lutherischen Landeskirche in Braunschweig.

## Beschreibung
Die Saalkirche wurde im Mittelalter aus geschlämmten Bruchsteinen gebaut. Sie besteht aus einem mit einem Satteldach bedeckten Langhaus und einem Kirchturm im Westen, der mit einem achtseitigen, schiefergedeckten Knickhelm bedeckt ist. Sein oberstes Geschoss beherbergt hinter den Klangarkaden den Glockenstuhl. Die 1869 von den Gebrüdern Euler gebaute Orgel mit 14 Registern, 2 Manualen und einem Pedal wurde 1967 ersetzt.